# Мустафа Ель-Хаддауї
Мустафа Ель-Хаддауї (араб. مصطفى الحداوي, нар. 28 липня 1961, Касабланка) — марокканський футболіст, що грав на позиції півзахисника.
Виступав, зокрема, за «Сент-Етьєн», «Ніццу» та «Ланс», а також національну збірну Марокко, у складі якої був учасником двох чемпіонатів світу, двох Кубків африканських націй, а також Олімпійських ігор 1984 року.

## Клубна кар'єра
У дорослому футболі дебютував 1979 року виступами за команду «Раджа» (Касабланка), в якій провів шість сезонів і став володарем Кубка Марокко 1981/82.
У 1985 році він перейшов у швейцарську «Лозанну». 7 серпня того ж року півзахисник дебютував в швейцарській Національній лізі А, вийшовши в основному складі в домашньому поєдинку проти «Ла-Шо-де-Фону» (2:2). Через три тижні Ель-Хаддауї забив свій перший гол в лізі, відзначившись у домашній грі з командою «Янг Бойз» (3:3). Загалом Мустафа провів у команді два сезони, взявши участь у 53 іграх чемпіонату.
Влітку 1987 року марокканець став футболістом французького «Сент-Етьєн». 18 липня 1987 року дебютував у Дивізіоні 1 в матчі проти «Лаваля» (0:4), а 1 серпня того ж року він забив свій перший гол у французькому чемпіонаті, зрівнявши рахунок у домашньому матчі з «Нантом» (1:1). Протягом усього сезону він забив 10 голів у чемпіонаті і був одним з найкращих бомбардирів «зелених», допомігши команді посісти 4 місце в лізі.
У 1988 році Ель-Хаддауї приєднався «Ніцци», однак там він був не таким результативним, забивши за два сезони лише 4 голи в чемпіонаті, і влітку 1990 року перейшов у друголіговий «Ланс». У сезоні 1990/91 Ель-Хаддауї забив 8 голів і допоміг клубу посісти 2 місце та вийти до вищого дивізіону, де відіграв за команду з Ланса ще два сезони своєї ігрової кар'єри, але забив в кожному з них лише по 3 голи.
Протягом 1993—1995 років захищав кольори клубу «Анже», після чого відправився на Реюньйон у клуб «Жанна д'Арк» (Ле-Пор), за який виступав протягом 1996—1997 років.
Завершив ігрову кар'єру у оманському клубі «Ес-Сувайк».

## Виступи за збірну
1982 року дебютував в офіційних матчах у складі національної збірної Марокко, з якою через рік взяв участь у футбольному турнірі літніх Олімпійських ігор 1984 року в США, зігравши там два матчі — проти ФРН (0:2) і Саудівської Аравії (1:0), а його збірна не вийшла з групи.
Згодом у складі збірної був учасником чемпіонату світу 1986 року у Мексиці, де зіграв у трьох іграх: на груповому етапі з Польщею (0:0) і Португалією (3:1), а також 1/8 фіналу з ФРН (0:1). Також зі збірною брав участь у Кубку африканських націй 1986 року в Єгипті та Кубку африканських націй 1988 року у Марокко, посівши на обох 4-те місце.
Останнім великим турніром для Мустафи став чемпіонат світу 1994 року у США, де Ель-Хаддауї зіграв лише в одній грі з Бельгією, що і стала останньою для футболіста за збірну. Загалом протягом кар'єри у національній команді, яка тривала 12 років, провів у її формі 47 матчів, забивши 10 голів.

## Титули і досягнення
- Переможець Середземноморських ігор: 1983
- Володар Кубка Марокко (1):

«Раджа» (Касабланка): 1984